# Medizinische Universität Fukushima

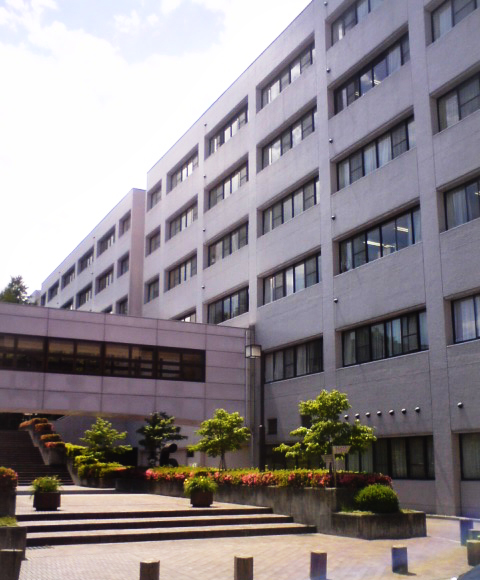
Medizinschule (2008)

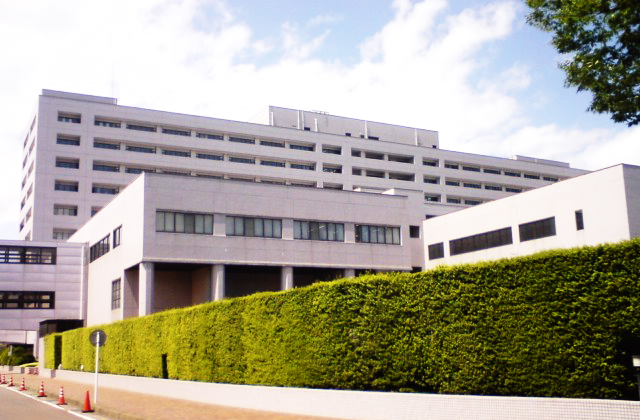
Universitätsklinikum (2008)

Die Medizinische Universität Fukushima (jap. 福島県立医科大学, Fukushima-kenritsu ika daigaku, wörtlich „Präfekturale Medizinische Universität Fukushima“; engl. Fukushima Medical University) ist eine öffentliche Universität in Fukushima in der Präfektur Fukushima (Japan).

## Geschichte
Der geistige Ursprung der Universität liegt in der 1871 gegründeten Medizinischen Lehranstalt Shirakawa (白河医術講義所 Shirakawa ijutsu kōgisho). Die Lehranstalt zog nach Sukagawa um (1872), wurde in Medizinische Schule Sukagawa umbenannt (1879), und zog nach der Stadt Fukushima (1882) um. Die Medizinische Schule Fukushima wurde 1887 geschlossen, und danach dauerte nur das Krankenhaus.
1944 wurde die Präfekturale Medizinische Frauen-Fachschule Fukushima (福島県立女子医学専門学校 Fukushima-kenritsu joshi igaku semmon gakkō) gegründet und das Krankenhaus wurde ihr Klinikum. 1947 nach dem Pazifikkrieg entwickelte sie sich zur koedukativen Medizinischen Universität Fukushima. 1988 zog die Universität in den heutigen Campus um. 1998 fügte sie die Fakultät für Pflegewissenschaft hinzu, 2021 dann die Fakultät für Gesundheitswissenschaften.

## Fakultäten
- Fakultät für Medizin
- Fakultät für Pflegewissenschaft
- Fakultät für Gesundheitswissenschaften